# Centaurea citricolor
Centaurea citricolor — вид квіткових рослин айстрових (Asteraceae). Ендемік Іспанії.

## Морфологічна характеристика
Прямовисний напівкриптофіт з прикореневою розеткою, з якої виходять прямовисні стебла 35–40(70) см, злегка запушені, розгалужені у верхній частині, з шкірчастими листками дуже різноманітної морфології (ланцетні біля основи, перисторозсічені біля стебла). Квіткові голови кінцеві, поодинокі; всі квітки жовті. Сім'янка 5 мм, стиснута, темно-сіра; папус із коротких білих волосків.

## Середовище
Займає галявини склерофільних лісів і кремнеземні чагарники. Завдяки своїй геліофільній та колонізаційній природі, наразі він з певною легкістю розмножується у вторинних середовищах існування, пов'язаних із узбіччями доріг та схилами загалом.